# SFT2D3
SFT2D3 (англ. SFT2 domain containing 3) – білок, який кодується однойменним геном, розташованим у людей на 2-й хромосомі. Довжина поліпептидного ланцюга білка становить 215 амінокислот, а молекулярна маса — 21 790.
| 10         |  | 20         |  | 30         |  | 40         |  | 50         |
| ---------- |  | ---------- |  | ---------- |  | ---------- |  | ---------- |
| MADLHRQLQE |  | YLAQGKAGGP |  | AAAEPLLAAE |  | KAEEPGDRPA |  | EEWLGRAGLR |
| WTWARSPAES |  | AAAGLTCLPS |  | VTRGQRLAAG |  | GGCLLLAALC |  | FGLAALYAPV |
| LLLRARKFAL |  | LWSLGSALAL |  | AGSALLRGGA |  | ACGRLLRCEE |  | APSRPALLYM |
| AALGATLFAA |  | LGLRSTLLTV |  | LGAGAQVAAL |  | LAALVGLLPW |  | GGGTALRLAL |
| GRLGRGAGLA |  | KVLPV      |  |            |  |            |  |            |

A: Аланін

C: Цистеїн

D: Аспарагінова кислота

E: Глутамінова кислота

F: Фенілаланін

G: Гліцин

H: Гістидин

K: Лізин

L: Лейцин

M: Метіонін

P: Пролін

Q: Глутамін

R: Аргінін

S: Серин

T: Треонін

V: Валін

W: Триптофан

Задіяний у таких біологічних процесах, як транспорт, транспорт білків. 
Локалізований у мембрані.